# Observatorio del Roque de los Muchachos

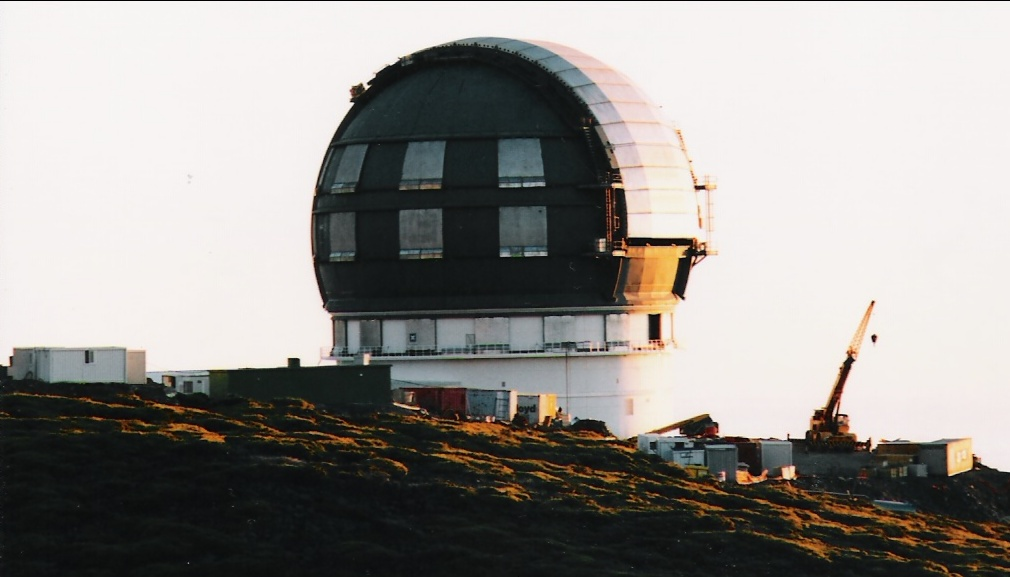
Gran Telescopio Canarias, 2002.

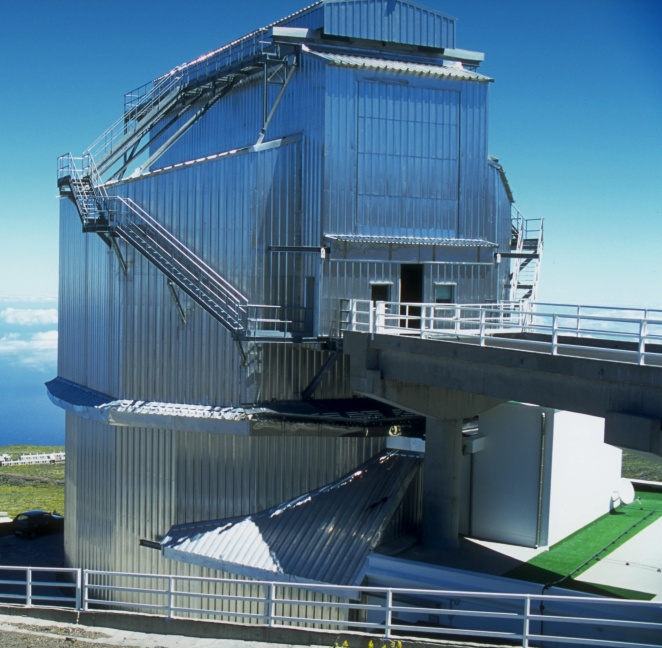
Telescopio Nazionale Galileo (TNG) en el Observatorio del Roque de los Muchachos.

El Observatorio del Roque de los Muchachos fue inaugurado por los Reyes de España en 1985 y pertenece al Instituto de Astrofísica de Canarias (IAC).
Debido a la localización de La Palma y a la altura que alcanza sobre el nivel del mar, numerosos telescopios han sido construidos en el Roque de los Muchachos (Garafía). La ubicación geográfica, en medio del Atlántico, y el peculiar clima provocan la formación de nubes entre los 1000 y 2000 m de altura, que hacen de espejo e impiden que la contaminación luminosa de las poblaciones de la costa dificulten la observación de las estrellas.

## Historia
En 1975 se crea el Instituto de Astrofísica de Canarias y en ese año el ayuntamiento de Garafía le cede terreno en el Roque de Los Muchachos para sus instalaciones. En 1984 entran en funcionamiento varios telescopios y un año después se produce la inauguración oficial de las instalaciones.
En los siguientes años y década posterior se irían instalando más telescopios gracias a los acuerdos de internacionalización firmados en 1979. En 1998 el gobierno español aprobó la construcción del Gran Telescopio Canarias (GTC). Dos años después, en 2000, el Príncipe de Asturias colocó la primera piedra del complejo. Ese mismo año se concretaría la cesión al IAC de terrenos en Breña Baja para el futuro Centro Común de Astrofísica en la Palma (CALP). En el 2003 se instalaría el mayor telescopio robótico del mundo, el Telescopio Liverpool.

## Instalaciones

### Telescopios nocturnos
- El Grupo de Telescopios Isaac Newton (ING) es el fruto de la colaboración de Reino Unido, Países Bajos e Irlanda y está constituido por: 
  - el Telescopio William Herschel (WHT). Tiene 4,2 m de diámetro y fue instalado en 1987. Ha sido utilizado en numerosos descubrimientos como la existencia de un agujero negro en nuestra galaxia o de las enanas marrones.
  - el Telescopio Isaac Newton (INT) de 2,5 m, utilizado para descubrir los objetos celestes más brillantes.
  - el Telescopio Jacobus Kapteyn (JKT) de 1 m de diámetro, instalado en 1984 y especializado en la fotografía de gran campo.
- El Telescopio Óptico Nórdico (NOT), de 2,56 m propiedad de una asociación inicialmente formada por Dinamarca, Finlandia, Noruega y Suecia a los que más tarde se unió Islandia. Fue inaugurado en 1989 y está especializado en la investigación de supernovas y rayos gamma.[3]
- Un telescopio de 0,6 m. para la localización de las zonas a investigar.
- El Telescopio Meridiano de Carlsberg (CMT), mide la posición de los objetos celestes con sus 18 cm de diámetro. Con participación de Dinamarca, Reino Unido y España.
- El Telescopio Mercator, propiedad de un organismo de Bélgica tiene 1,2 m de diámetro de espejo primario.
- El Telescopio Liverpool, de 2 m. es el mayor telescopio robótico del mundo. Inaugurado en 2003 es propiedad de la Universidad John Moores, Reino Unido.
- El Gran Telescopio Canarias, de 10,4 metros de diámetro. Su realización respondió a un proyecto español con la participación de Estados Unidos y México. Es el mayor telescopio del mundo en el visible y el infrarrojo.
- El Telescopio Nazionale Galileo (TNG), instalado en 1996, con 3,6 m de diámetro de espejo primario y propiedad de Italia.

### Telescopios solares
- El Telescopio Solar Sueco (SST) de 1 metro de diámetro. Operado por el Instituto de Física Solar. Sustituyó al SVST y permitirá ver los detalles más pequeños de la superficie del Sol.
- El Telescopio Abierto Neerlandés (DOT), inaugurado en 1996, cuenta con un diámetro de 0,45 m. Propiedad de un consorcio internacional, estudia el Sol y alguno de sus satélites.
- European Solar Telescope (En proyecto)

### Otros
- El Telescopio MAGIC, un telescopio abierto nocturno de tipo Cherenkov para observar radiaciones de alta energía (Rayos gamma) y realizar observaciones de muy alta resolución utilizando la técnica de interferometría de intensidad. Inaugurado en 2004, tiene la participación de diversas universidades e instituciones de varios países.
- El Telescopio LST-1, primer prototipo del telescopio Cherenkov 'grande' (23m) y parte del futuro Cherenkov Telescope Array. Inaugurado en 2018.
- SuperWASP (Wide Angle Search for Planets), inaugurado en 2004 está concebido para la búsqueda de planetas fuera del Sistema Solar. Con la participación de instituciones de varios países.